# نواف الشمري
نواف الشمري (18 يناير 1958 -)، ممثل كويتي. شارك بالعديد من الأعمال بالأدوار الصغيرة منذ عام 1978، وكان ظهوره المميز فقط في مسرحية سيف العرب التي تتحدث عن الغزو العراقي للكويت ومن بطولة عبد الحسين عبد الرضا وحياة الفهد.

## من أعماله

### المسلسلات
- على الدنيا السلام 1987
- مدينة الرياح 1988
- سليمان الطيب 1993
- قاصد خير 1993
- طش ورش 1993
- الجعدة 2002
- عقاب 2007
- مسك وعنبر 2008
- سوق الجت 2 2011
- بودروش 2012
- واي فاي 2012
- شليوي ناش 2021

### المسرحيات
- 1978: بيت بو صالح.
- 1983: فرسان المناخ.
- 1992: سيف العرب.